# Operndorf Afrika

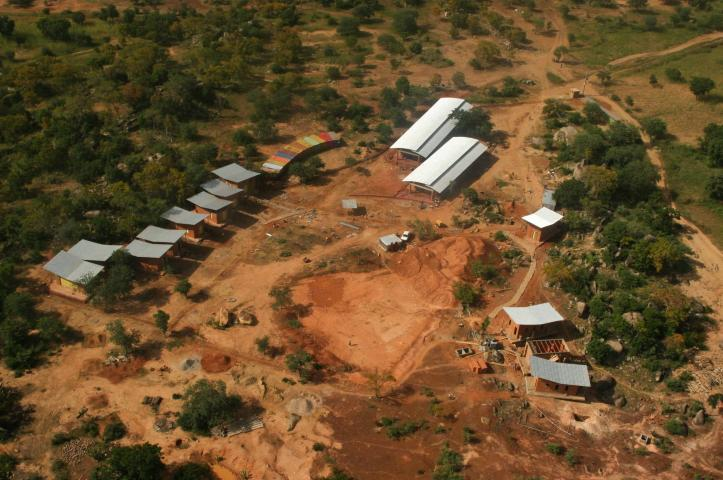
Das Operndorf aus der Luftperspektive

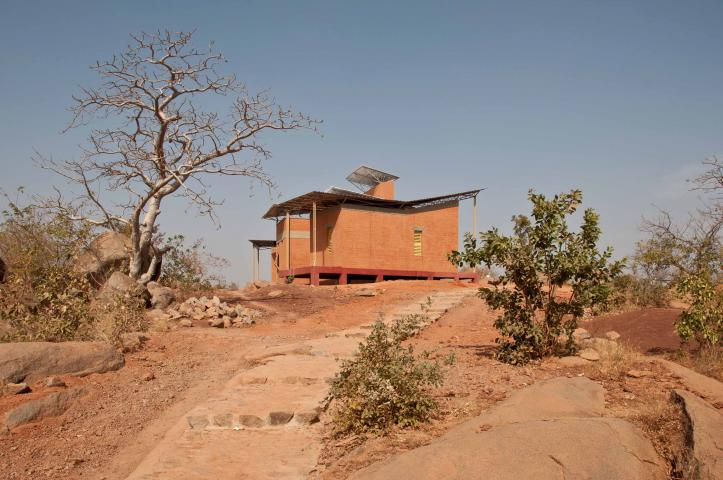
Neben der Schule befinden sich die Wohnhäuser für die Lehrer

Das Operndorf Afrika ist ein internationales Kunstprojekt, das seit 2009 in Burkina Faso/Westafrika entsteht und auf die Idee des deutschen Künstlers Christoph Schlingensief zurückgeht. Die Schirmherrschaft übernahm der Bundespräsident a. D. der Bundesrepublik Deutschland, Horst Köhler.

## Hintergrund
Hinter der Idee steckt der Film- und Theaterregisseur Christoph Schlingensief, Initiator und Visionär des Projekts „Oper für Afrika“. Mit dem Bau des Operndorfes wollte sich der Künstler seinen Wunsch nach einem Ort der interkulturellen und internationalen Begegnungen erfüllen. Ein Ort, an dem Menschen unterschiedlicher Herkunft sich kreativ und künstlerisch verwirklichen und sich miteinander über die Kreativität austauschen können. Schlingensief wollte mit dem Operndorf auch den Blick auf das stereotype Bild von hungernden Kindern und leidenden Menschen in Afrika ändern, das in der westlichen Welt vorherrscht. Deswegen sollte das Operndorf sich zu einer Plattform entwickeln, die einen postkolonialen Diskurs anstößt, womit neue und differenzierte Afrikabilder entstehen können. Drei Säulen sah Schlingensief für das Operndorf vor, die jeweils Bildung, Gesundheit und Kultur tragen sollten. Seit der Grundsteinlegung im Frühjahr 2010 wurden mit dem Bau der Schule und einer Krankenstation die ersten beiden Säulen bisher realisiert. Ein halbes Jahr nach der Grundsteinlegung erlag Schlingensief seinem Krebsleiden. Die Geschäftsführung der Festspielhaus Afrika gemeinnützigen GmbH übernahm seine Frau Aino Laberenz. Im Beirat sitzen Burkinaben und Deutsche, u. a. Amelie Deuflhard, Peter Raue, Matthias Lilienthal, Claudia Kaloff und Antje Vollmer.

## Konzept

### Künstlerisches Konzept
Das Operndorf Afrika versteht sich als globales Kunstprojekt mit der Vision, Kunst wieder mitten im Leben anzusiedeln. Dabei steht der Begriff „Oper“ für eine vereinende Kunstform, die emotionale, politische und gesellschaftsverändernde Qualitäten bildet. Mit dem Operndorf Afrika soll eine Sensibilisierung der unterschiedlichen Kulturen angeregt werden und ebenso als Rückkopplung sich der europäisch geprägte Zugang zur Kunst durch Lernen von anderen Kulturen erweitern und direkter werden.
Schlingensief selber wollte, dass der Kunstbegriff neu definiert werden würde: „Ich fordere uns alle auf, unsere Vorstellungen von Kunst über Bord zu werfen und in den Reichtum eines solchen Ortes zu investieren. Mit der Schule fangen wir an. Sie soll das Zentrum sein. Was für eine Kunst, wenn uns Kinder und Jugendliche, die einen Unterricht besuchen können, an ihrem Wissen teilnehmen lassen! Was für ein Fest, wenn sie ihre eigenen Bilder machen, Instrumente bauen, Geschichten schreiben, Bands gründen. Und was für eine Oper, wenn in der Krankenstation, die wir bauen wollen, ein neugeborenes Kind schreit.“
Die künstlerischen Projekte des Operndorfs Afrika entstehen durch die Personen, die sich für das Operndorf engagieren und sie im Prozess weiterentwickeln. Als Gemeinschaftsprojekt wird es mit den dort lebenden Menschen unter Maßgabe ihrer Bedürfnisse und Möglichkeiten vorangetrieben, neue Konstellationen entstehen, das Operndorf Afrika wird zu einem eigenständigen Organismus. Als symbolisches Bild formte sich das Modell des Schneckenhauses. Es steht für das langsame Heranwachsen eines großen Organismus, der einen offenen, nicht vorauszubestimmenden Weg nimmt. Schon in der Entstehungsphase bot das Operndorf Afrika einen Raum, in dem kulturelle Begegnungen, Workshops und Austausch stattfinden konnten und sich bis heute weiter entwickeln können.

### Architekturkonzept

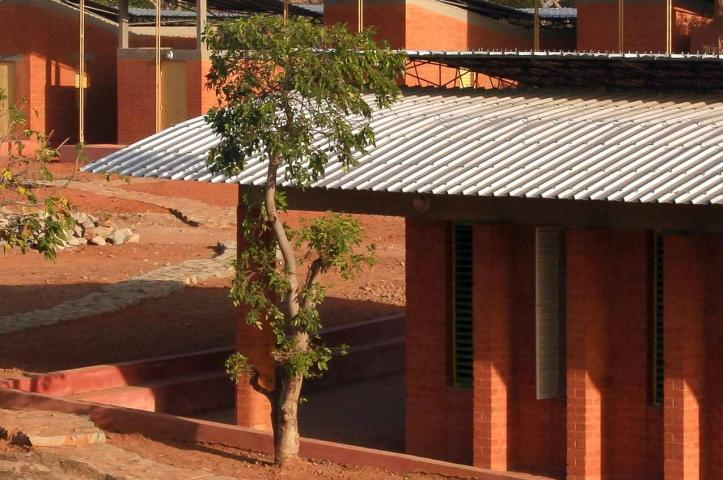
Kérés spezielle Dachbautechnik lässt die Luft zirkulieren

Diébédo Francis Kéré, der Architekt des Operndorfes, und Christoph Schlingensief waren sich einig über die zentralen Fragen, die den Bau des Operndorfes begleiten sollen: Was erwarten und brauchen die Menschen vor Ort? Was ist dort an Baustoffen vorhanden?
Francis Kéré bringt sein Wissen aus Europa mit seiner Kenntnis der Verhältnisse und der Menschen in Burkina Faso zusammen und bildet die Arbeitskräfte vor Ort mit Hilfe seiner Mitarbeiter selber aus, damit sie eigenständig mit den Mitteln, die zur Verfügung stehen, umgehen können. Kéré hat die Verwendung von Naturstoffen, wie Lehm, Sand und Stein, vor Ort rehabilitiert und verbindet die traditionellen Bauweisen seines Landes mit neuen ökologischen und nachhaltigen Konzepten. Lehm gibt es in Fülle, er galt allerdings lange als „Arme-Menschen-Baustoff“ und nicht baugerecht. Die Menschen wissen aus Erfahrung, dass ein Lehmbau eine Regenzeit meist nicht überlebt. Deshalb streben sie nach teuren und vor Ort schlecht handhabbaren Baustoffen, wie beispielsweise Zement. Kéré hat nun eine Technik entwickelt, den Lehm so anzumischen, dass er dem Regen standhält – mit minimalem Einsatz von Strom und Wasser und unter Verwendung von nur ca. 8 Prozent Zement. Diese Lehmziegel können trotz Mangel an Strom und Wasser lokal hergestellt werden. So können die Menschen vor Ort die Projekte eigenständig aufbauen und diese anschließend auch warten und reparieren. Während des Baus der Krankenstation wurden bspw. mehr als 100 Arbeiter aus der Region angestellt und in den in Kooperation mit den Grünhelmen in den Gewerken Tischlerei, Schlossarbeiten und Mauerhandwerk aus- und fortgebildet.
Auf diese Weise soll ein organisch funktionierendes Operndorf mit einem autarken ökologischen System entstehen, das eine nachhaltige Bewirtschaftung der natürlichen Ressourcen gewährleistet. Francis Kéré hat für das Operndorf Afrika nach Maßgabe der örtlichen Möglichkeiten und Notwendigkeiten spezielle Gebäudemodule entworfen, die eine langfristige und vielseitige Nutzung garantieren. Seine Klimatechnik schafft eine konstante, angenehme Temperatur ohne Strom, indem die Gebäude entworfen wurden, dass Fenster und Innenhöfe mit dem Effekt von Zu- und Abluft zu einem natürlichen Kühlsystem werden.
Mit der Unterstützung durch zahlreiche Förderer und Freunde aus Europa und aus Burkina Faso werden diese Module nun nach und nach von den einheimischen Arbeitern gebaut und in Form eines ständig wachsenden Schneckenhauses um den zentralen Platz, wo einmal das Festspielhaus mit Festplatz stehen wird, angesiedelt. Um das Vorankommen der Bauarbeiten zu erleichtern und besser zu organisieren, haben Christoph Schlingensief und Francis Kéré mit ihrem Team aus Europa und aus Burkina Faso den Bau des Operndorfes in drei Phasen eingeteilt.

## Bauphasen

### Die Schule
Als Erstes wurden die Module gebaut, die die wichtigsten Voraussetzungen für Ausbildung und das selbständige Entdecken der eigenen Möglichkeiten schaffen. Im Oktober 2011, nicht einmal eineinhalb Jahre nach der Grundsteinlegung, nahm die Grundschule ihren Betrieb auf. Rund 300 Kinder werden hier unterrichtet, in Klassen von jeweils 50 Kindern, was deutlich unter dem Durchschnitt einer normalen burkinischen Schule liegt. Neben den üblichen Fächern wird ein Schwerpunkt auf filmische, musikalische und darstellende Kreativität der Kinder gelegt. Dazu stehen für die Kinder eigens ein Tonstudio sowie ein Filmvorführraum zur Verfügung.
Laut der UNESCO sind die Lernergebnisse der Operndorf-Grundschule weit über dem Landesdurchschnitt. Auch die Fehlzeiten sind deutlich geringer. Immer wieder wird seitens des Bildungsministeriums der Vorbildcharakter des Schulmodells für das burkinische Bildungssystem betont.
Insgesamt umfasste die erste Bauphase 16 Gebäude, darunter Wohnkomplexe für die Lehrer, Werkstätten sowie eine Kantine. Die Kantine wird von den Müttern der Schüler betrieben und versorgt die rund 300 Kinder sowie einen Großteil der Bauarbeiter. Dabei steht im Mittelpunkt nicht nur, dass die Kinder genug zu essen bekommen, sondern auch, dass Essen bei Bedarf mit nach Hause genommen werden kann.

### Die Krankenstation
Die zweite Bauphase wurde im April 2012 mit dem Bau der Krankenstation begonnen. Im April 2014 wurde die Krankenstation fertiggestellt, mit der offiziellen Eröffnung am 7. Juni 2014 war der zweite Bauabschnitt beendet. Die Krankenstation umfasst eine Ambulanz, eine Apotheke, eine Zahnklinik und eine Geburtenstation.
Um im Vorfeld die Krankenstation auf die Bedürfnisse der Menschen vor Ort abzustimmen, entstand eine Kooperation zwischen Operndorf und der Universität Witten/Herdecke, die mittels zweier Forschungsreisen die lokalen Bedürfnisse analysierte. Auf den Untersuchungen der Universität Witten/Herdecke konnte eine Krankenstation entstehen, die den internationalen Standards der WHO entspricht.
Rund 5000 Menschen bietet die Krankenstation eine Erstanlaufstelle und entlastet das vier Kilometer entfernte Kreiskrankenhaus. Vor allem den Frauen kommt der Neubau zugute. Mussten sie zuvor zuhause entbinden, wird in der Krankenstation ärztliche Betreuung sowie medizinische Erstversorgung für die Neugeborenen gewährleistet. Anders als in vielen anderen Hilfsprojekten wird diese Krankenstation im Rahmen des nachhaltigen und ganzheitlichen Ansatzes des Projektes von burkinischen Ärzten betreut und von der burkinischen Regierung finanziert. Während der Eröffnungsfeier ging die Krankenstation deshalb in die Trägerschaft des Landes Burkina Faso über.
Hintergründe zur Krankenstation

Wie auch die anderen Gebäude im Operndorf wurde die Krankenstation von dem burkinischen Architekten Francis Kéré entworfen. Der vielfach ausgezeichnete Architekt (u. a. Aga Khan Award-Gewinner) schuf eine räumliche Trennung zwischen Gesundheit und Krankheit. Wie in Burkina Faso üblich, bezieht im Krankheitsfall die ganze Familie Quartier und versorgt und bekocht das kranke Familienmitglied. Dafür wurden teilüberdachte und begrünte Innenhöfe im Gebäude installiert. Diese lassen zusammen mit den Fenstern das Gebäude atmen. Francis Kérés Bauwerk nutzt den Effekt der Ab- und Zuluft für ein natürliches Kühlsystem. Über zwei Innenhöfe strömt kühle, vorgefilterte Luft in das Gebäude, während die kleineren innenliegende Höfe mit Öffnungen nach oben einen Kamineffekt erzeugen und heiße Luft abtransportieren. 

Wie bei den anderen Gebäuden des Operndorfs auch, ist bei der Krankenstation der Hauptbaustoff Lehm, der vor Ort zu Ziegeln gefertigt wurde. Auch alte Baumbestände wurden in die Planung und den Bau integriert. Ergänzt wurden diese durch Bäume, die anlässlich des Richtfestes als Zeichen der Gemeinschaft zwischen Operndorf und den Einwohnern der umliegenden Dörfer gepflanzt wurden. Während der zehnmonatigen Bauarbeit waren mehr als 100 Arbeiter aus der Region beschäftigt. In Kooperation mit Grünhelme e. V. wurden diese in den Gewerken Tischlerei, Schlosserarbeiten und Mauerhandwerk aus- und fortgebildet.
Damit das Operndorf sich langfristig selbst versorgen kann, ist eine alternative Energieversorgung mittels Solaranlage für die Krankenstation in Planung.

### Das Festspielhaus (In Planung)
Schwerpunkt der dritten Bauphase ist der Bau einer kulturellen Begegnungsstätte (Festspielhaus) in der Mitte des Geländes, dies bildet das Herzstück des Projektes. Das Operndorf Afrika ist konzipiert als ein Ort, der Kunst und Leben miteinander vereint. Das 'Festspielhaus' ist daher als multifunktionales Gebäude konzipiert, das gleichermaßen Ort der Versammlung und der Kunst ist, aber auch als Marktplatz oder Schulaula dienen kann.

## Veranstaltungen und Projekte auf dem Afrikanischen Kontinent
Schuleröffnung
Die staatlich anerkannte Operndorf-Schule unterrichtet sechs Klassen mit insgesamt etwa 300 Schülern, wobei der Mädchenanteil in jeder Klasse stets bei 50 % liegt. In der Kantine, geleitet von Denise Compaoré, erhalten die Schüler und Mitarbeiter des Operndorf Afrika täglich eine warme Mahlzeit. Durch die tägliche Versorgung wird der landesüblichen Mangel- und Unterernährung vorgebeugt und es wird unter den bestmöglichen Bedingungen gelernt.
Auftakt Kulturprogramm
Neben Bildung und Gesundheit ist Kunst ein integraler Bestandteil des Projekts. Seit 2012 findet ein umfangreiches Kulturprogramm aus Theater- und Tanzvorführungen, Filmabenden und Konzerten statt. Begleitend dazu werden kreative Workshops für Kinder und Jugendliche aus der Umgebung in verschiedenen Kunstsparten ausgerichtet.
Einweihung Fußballplatz
Parallel zum Kulturprogramm wurde 2012 der Fußballplatz abseits des Schulgeländes eingeweiht. Zum ersten Freundschaftsspiel mit einer benachbarten Schule reiste der damalige deutsche Bundespräsident a. D. Horst Köhler an, der seither das Operndorf Afrika als Schirmherr unterstützt.
Festival au Desert
Aufgrund der prekären Sicherheitslage in Mali, gastierte das Festival au Désert, eines der größten Musikfestivals Afrikas, 2014 erstmalig im „Exil“ im Operndorf Afrika. Anschließend wurde das Festival auf Einladung des Operndorfes und der Stiftung Partnerschaft mit Afrika e. V. nach Berlin eingeladen.
Eröffnung Krankenstation
Die Operndorf Krankenstation besteht aus einer Notaufnahme, Entbindungsstation, Apotheke, Zahnarztpraxis und angeschlossenen Wohnhäusern für das Personal und bietet Zugang zu medizinischer Erstversorgung für die regionale Bevölkerung. 2014 erhielt die Krankenstation eine Spezialisierung in Zahnmedizin, um auf massive Versorgungslücken in der Region zu reagieren. Ein Hauptanliegen der Einrichtung ist es präventiv zu arbeiten, Schulungen anzubieten und Aufklärungsarbeit zur Erkennung von Krankheiten, Ernährung und Impfungen zu leisten.
Fertigstellung Künstlerresidenzen und Gästehäuser
Der burkinische Architekt Francis Kéré entwarf zusammen mit Christoph Schlingensief das Operndorf Afrika. Für die realisierten Bauprojekte in seiner Heimat Burkina Faso erhielt er zahlreiche internationale Preise – darunter 2022 den renommierten Pritzker-Preis. Kennzeichnend für Kérés Schaffen ist eine nachhaltige und soziale Architektur, in der sich ein ausgewogenes Zusammenspiel von Mensch und Natur ausdrückt. Die Künstlerresidenzen und Gästehäuser wurden im Jahr 2015 fertiggestellt
ARTIST-IN-RESIDENCE
Das Artist-in-Residence Programm wurde 2015 etabliert und lädt einmal jährlich afrikanische und nicht-afrikanische Künstler verschiedener Sparten dazu ein, das Operndorf für drei Monate als Lebens- und Arbeitsraum zu nutzen. In diversen Veranstaltungen in Burkina Faso und Europa ermöglicht das Residenzprogramm einen kritischen Diskurs über die Potenziale des interkulturellen und interkontinentalen Austauschs.
Aufbau Bibliothek
Im Frühjahr 2018 konnte die Schule durch eine Bibliothek ergänzt werden, die im Herbst 2022 erweitert wurde und in ein größeres Gebäude gezogen ist. Sie steht sowohl den Schülern als auch den Jugendlichen und Erwachsenen der Region zur Verfügung. Sie bietet eine große Auswahl an Literatur afrikanischer Verlage sowie französischsprachigen Büchern zu verschiedenen Themen.
EFFO-Projekt / RKI
Von 2018 bis 2021 war das Operndorf Afrika Partner des EFFO-Projekts am Robert Koch-Institut. Schwerpunkt des Programms ist die Weiterbildung von medizinischem Personal im Umgang mit Krankheiten durch hochpathogene Erreger, wie Ebolafieber. Auch im Zuge der COVID-19-Pandemie unterstützte das RKI mit dem Projektpartner medmissio in Würzburg die Krankenstation des Operndorf Afrika in der Aufklärungsarbeit.
KIFIFE
Seit 2019 findet jährlich das Kinderfilmfestival KIFIFE im Operndorf statt. Eine Woche lang werden Filme aus ganz Afrika gezeigt und künstlerische Workshops mit afrikanischen Filmschaffenden für Kinder und Jugendliche aus der Umgebung angeboten, die ihnen die vielfältigen Aspekte des Filmemachens näherbringen. Für die Kinder eröffnen sich damit neue Perspektiven, die ihnen zum einen das Eintauchen in Fantasiewelten ermöglichen und zum anderen Potenziale für die Zukunft aufzeigen. Den Filmschaffenden bietet das Festival ein wichtiges Forum für einen innerafrikanischen Austausch.
Alphabetisierungskurse
Seit 2020 werden Alphabetisierungskurse für Erwachsene angeboten, denn etwa 60 Prozent der Bevölkerung um das Operndorf Afrika können nicht lesen und schreiben. Das Verständnis für die Wichtigkeit von Schulbildung und die Bereitschaft, die eigenen Kinder zur Schule zu schicken, steigt mit der gesamtgesellschaftlichen Alphabetisierungsrate.
Schulgarten
Die Erträge des 2021 eröffneten Schulgartens dienen in erster Linie der Versorgung der Kantine des Operndorf Afrika mit frischem Obst und Gemüse. Als ein fester Bestandteil des Schulprogramms lernen die Schüler durch einen Landwirtschaftsexperten die optimale Bewirtschaftung des Gartens. Das Wissen kann in die Familie hineingetragen werden und bei der Bearbeitung der eigenen Anbauflächen genutzt werden.

## Veranstaltungen und Projekte in Europa
Art Berlin Contemporary  
September 2013 entwickelte Aino Laberenz mit den Künstlern Andy Hope 1930 und Anri Sala zwei Arbeiten für die Kunstmesse Art Berlin Contemporary. Dazu entstand eine Zeitung in Kooperation mit verschiedenen internationalen Künstlern.
Frieze London
2016 war das Operndorf Afrika auf der Frieze London vertreten. Gezeigt wurden Fotografien des Residenzkünstlers Nomwindé Vivien Sawadogo und Teile des Bühnenbildes aus Via Intolleranza II. Über den Burkina Tower vom Andy Hope 1930 und Aino Laberenz wurden täglich Videokonferenzen mit burkinischen Kunstschaffenden live geschaltet, die Fragen zum Veränderungspotenzial der Gesellschaft durch Kunst thematisierten.
LAAFI BALA
Im Sommer 2017 präsentierte das Operndorf Afrika im EIGEN + ART Lab, Berlin Werke der Residenzkünstler Tobias Dostal und Rouamba Maxime Wendyam sowie Fotografien von Arbeiten die 2015 im Offenen Atelier mit der Künstlerin Cosima Jentzsch entstanden sind. Begleitet wurde die Ausstellung mit einer Performance des senegalesischen Künstlers KEYTI.
TRANSART
Das Operndorf Afrika war im Jahr 2017 mit einer Ausstellung zu Gast auf dem internationalen Kunstfestival TRANSART in Bozen und präsentierte dort eine Soundinstallation von Anri Sala sowie zeitgenössische Filme aus Burkina Faso.
Kooperation Kunstakademie Karlsruhe
Seit 2018 kooperiert das Operndorf Afrika mit der Staatlichen Akademie der bildenden Künste Karlsruhe. Das jährlich stattfindende Austauschprogramm ermöglicht Studierenden einen zweimonatigen Aufenthalt im Operndorf Afrika. Im Gegenzug werden Studierende aus Burkina Faso und Ghana für ein Auslandssemester nach Karlsruhe eingeladen.
TROPEZ
In Kooperation mit TROPEZ im Schwimmbad Humboldthain Berlin und dem burkinischen Musiker Abdoul Kader Traoré veranstaltete das Operndorf Afrika im Sommer 2018 den zweiwöchigen Workshop Bubbles zu den Themen Toleranz, Migration und Integration. Zusätzlich konnte man durch einen Audioguide eine akustische Reise nach Burkina Faso unternehmen, in der Schüler aus Burkina Faso vom Operndorf erzählten.
OPERA MONDE
Das Operndorf Afrika war Juni 2019 bis Januar 2020 Teil der Ausstellung Die Oper als Welt. Die Suche nach einem Gesamtkunstwerk im Centre Pompidou Metz, Frankreich. Die Schau beleuchtete die Begegnung zwischen bildender Kunst und dem Operngenre im 20. und 21. Jahrhundert.
ENTREDEUX.
Anlässlich der fünften Ausgabe des Artist-in-Residence-Programms (2019) sprach Kampnagel-Intendantin Amelie Deuflhard im Jahr 2021 mit Aino Laberenz und den Künstlern Aguibou Bougobali Sanou, Sylvain Dando Paré und Hervé Humbert über ihre Erfahrungen im Operndorf, die Chancen eines internationalen Austausches sowie den Film VOYAGE IMMOBILE, der eine Kooperation zwischen den drei Künstlern darstellt.
The future is Africa
Das Operndorf richtete im Jahr 2021 erstmals ein afrikanisches Kinder- und Jugendfilmfestival aus. Im Babylon Kino Berlin wurden über 30 Kurz- und Spielfilme aus Afrika und der afrikanischen Diaspora gezeigt. Die Filme behandelten Themen wie Identität, Diaspora, Erwachsenwerden, Heldentum und Afrofuturismus. Das vielseitige Programm wurde von der britischen Filmkuratorin June Givanni zusammengestellt und schloss Klassiker des afrikanischen Kinos sowie aktuelle Filme ein.